# Janbú
Janbú (arabsky: ينبع, romanizovaně: Yanbu', dosl. „Jaro“), také známé jako Jambú nebo Jenbó, je město v provincii Ál Medína v západní Saúdské Arábii. Leží přibližně 300 kilometrů severozápadně od Džiddy. V roce 2022 zde žilo 331 916 obyvatel. Mnoho obyvatel jsou cizinci pracující v ropných rafinériích a petrochemickém průmyslu, většinou z Asie, ale také ze Středního východu, Evropy a Severní Ameriky.
Janbú má tři hlavní části; Janbú Ál-Bahr, Janbú Ál-Nachl a Janbú Ál-Sina'ija. Nachází se zde také jeden z nejdůležitějších přístavů Rudého moře.

## Dějiny

### Předmoderní doba
Historie Janbú sahá nejméně 2 500 let zpátky, kdy bylo výchozím bodem na cestě s kořením a kadidlem z Jemenu do Egypta a oblasti Středozemního moře.
Šarm Janbú (arabsky: شرم ينبع) zmínil řecký historik Diodóros Sicilský.
Dva nebo tři měsíce po návratu proroka Mohameda z Buwatu se v Janbú odehrála invaze do Dul Aširu.

### Moderní doba
Janbú sloužilo jako zásobovací a operační základna pro arabské a britské síly bojující proti Osmanské říši během první světové války. Malým přístavním městem zůstalo až do roku 1975, kdy ho saúdská vláda označila za jedno ze dvou nových průmyslových center země. V přístavu a jeho okolí došlo k rozsáhlému rozvoji, který je založen na petrochemickém průmyslu.

## Geografie

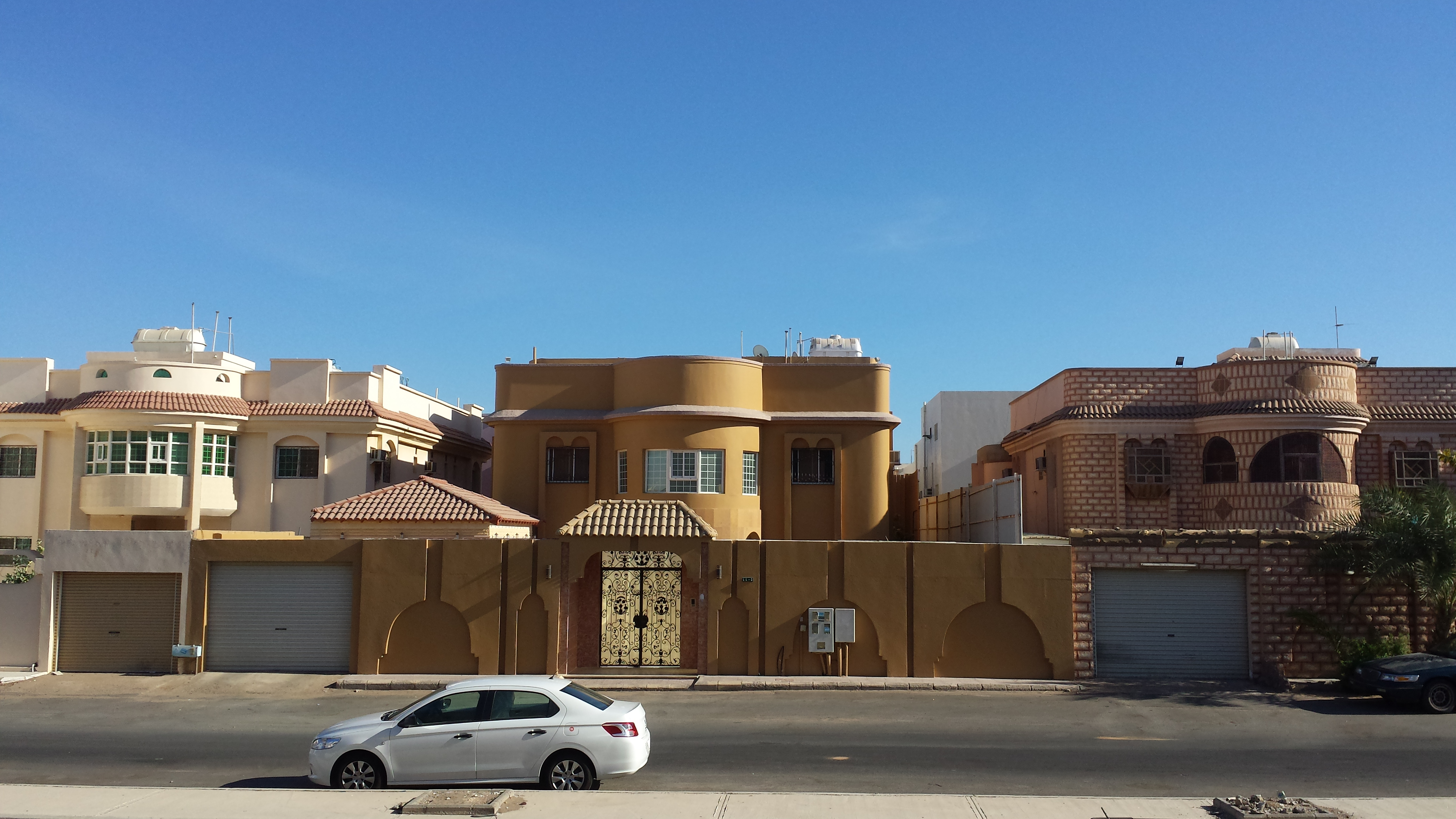
Rezidenční oblasti v Janbú

Město je rozděleno do tří hlavních sekcí, které jsou od sebe vzdáleny asi patnáct minut jízdy autem. Janbú je po Džiddě druhé největší saúdskoarabské město u Rudého moře.

### Janbú Ál-Bahr

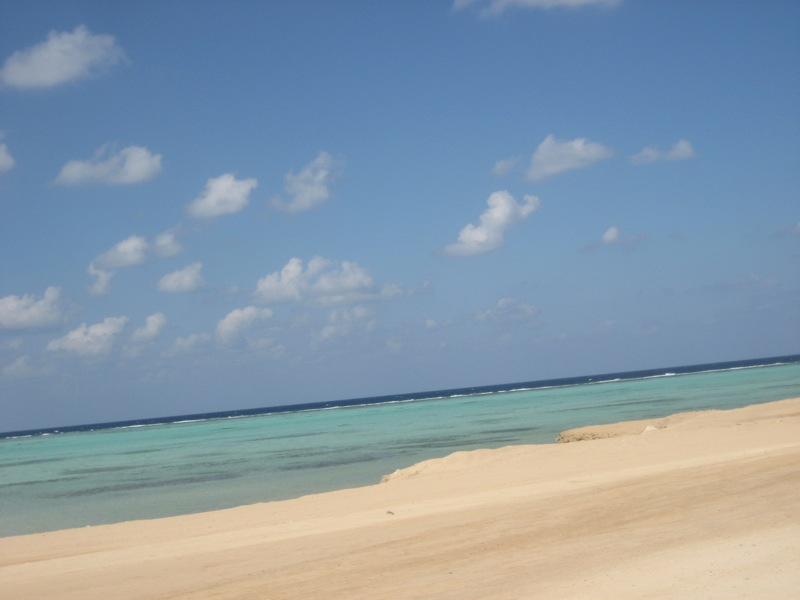
Pláž v Janbú s tyrkysovou vodou

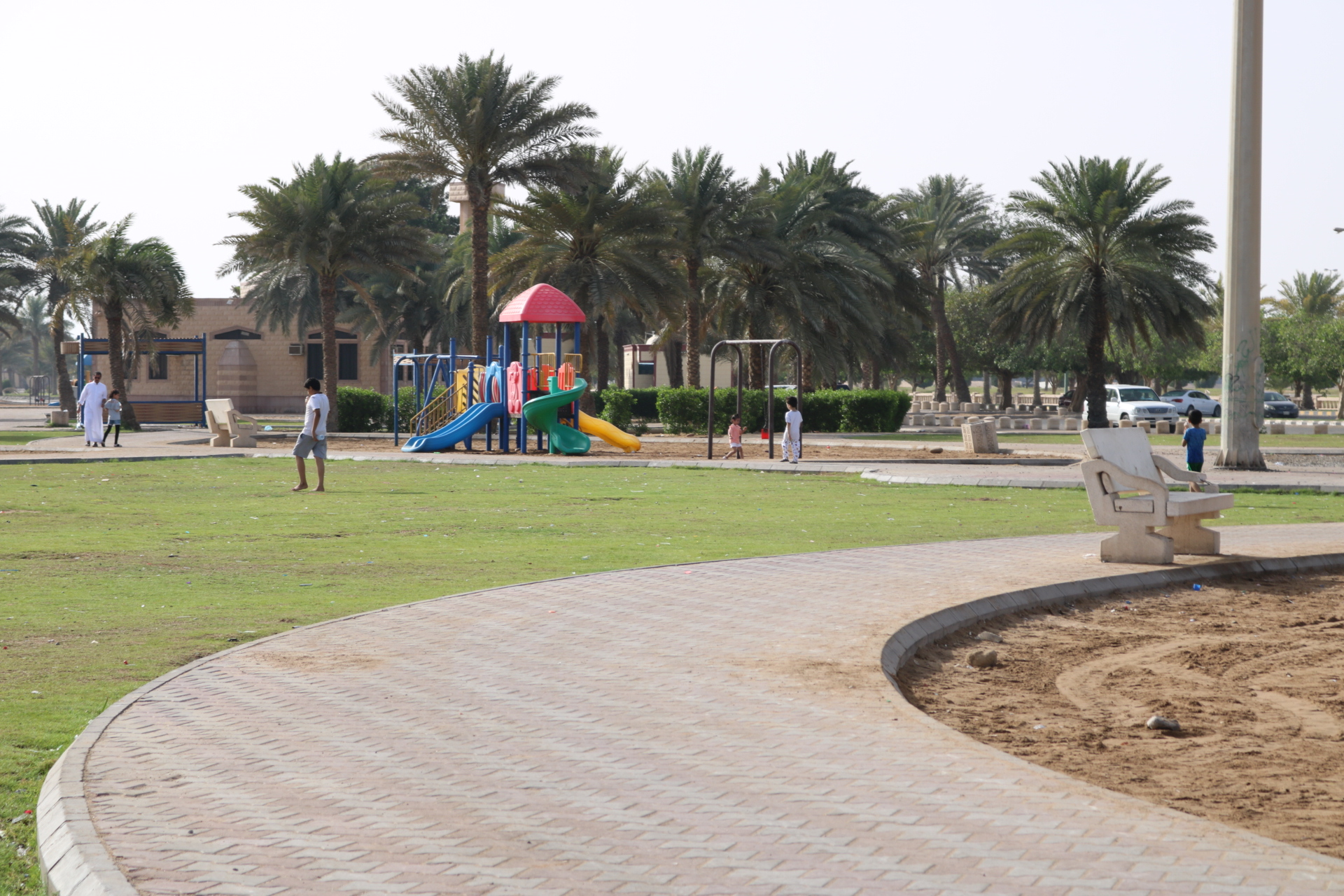
Park v Janbú

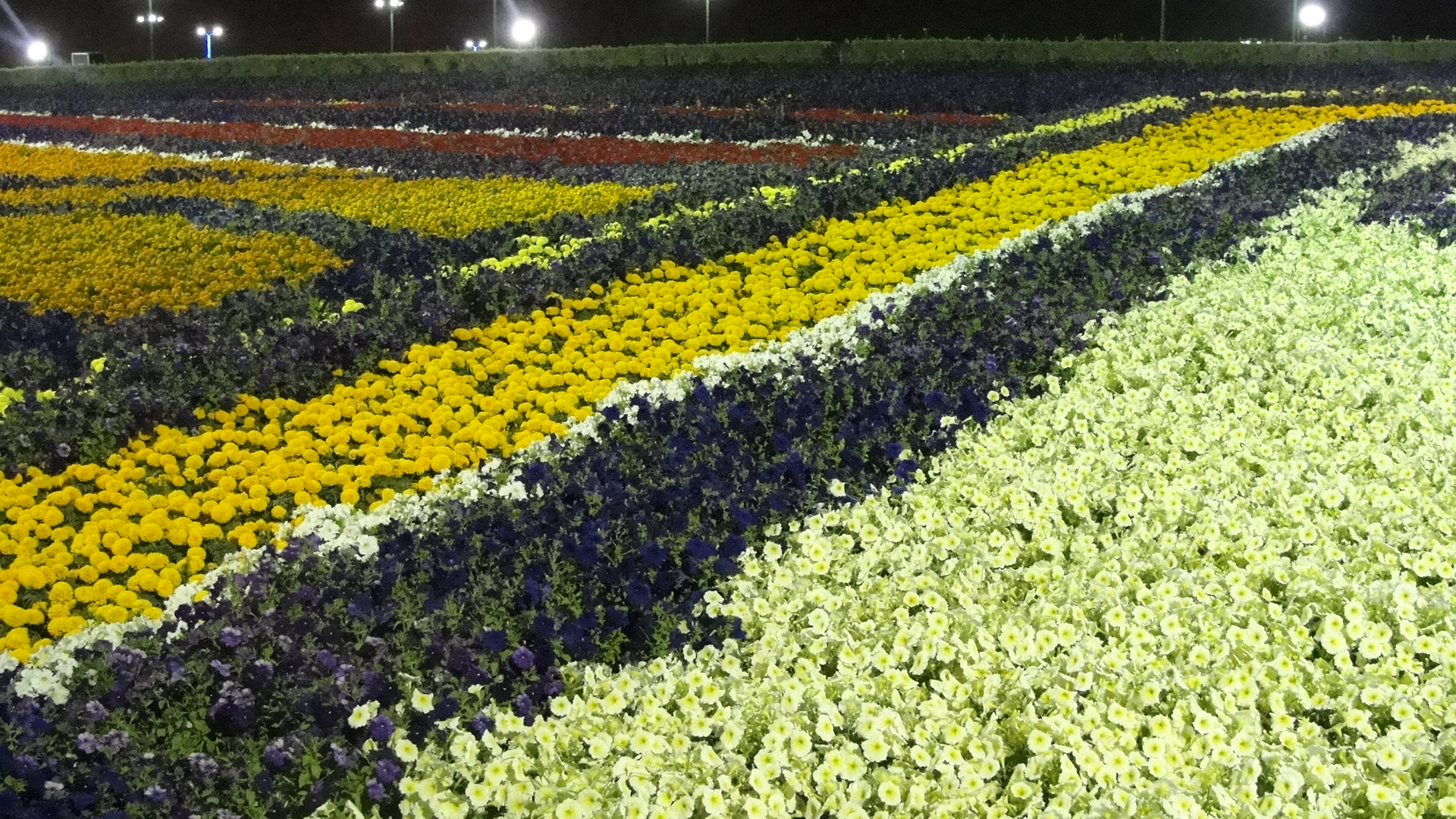
Květinový festival Janbú

Janbú Ál-Bahr, také známé jako Janbú Ál-Bahar ( „jaro u moře“), je nejsevernější část města. Je zde nákupní centrum. Na okraji se nachází mnoho luxusních hotelů, včetně těch mezinárodních jako Holiday Inn, ibis, Radisson Blu a Novotel, stejně jako letiště Janbú. Většinu obyvatel tvoří saúdští občané nižší a střední třídy a také jihoasijští, arabští a jiní emigranti z nižší a střední třídy. Na předměstí Janbú se koná květinový festival, který každoročně láká mnoho návštěvníků z celé Saúdské Arábii a sousedních zemí.

### Janbú Ál-Nachal
Janbú Ál-Nachal je samostatná oblast, asi 47 kilometrů od města, která má více než 20 vesnic. K červenci 2018 patřila většina obyvatel k místním kmenům. Žije zde také několik cizích státních příslušníků, většinou z jižní a východní Asie a také z ostatních arabských zemí. Někteří z místních Saúdů pracují na vlastních farmách a obchodují s ovcemi a velbloudy. Nejvýznamnější vesnicí v Janbú Ál-Nachal je Džabrija, kde sídlí místní městský úřad. Vesnice má mimo jiné všeobecnou nemocnici, banku, tři bankomaty, čtyři dobře vybavené čerpací stanice, hasičskou zbrojnici, dvě velká nákupní centra a několik rekreačních zařízení. Z kteréhokoliv místa ve městě je dobře viditelná hora Radwah.

### Janbú Ál-Sina'ija
Janbú Ál-Sina'ija (doslova „průmyslové Janbú“) bylo založené v roce 1975. Leží na nejjižnějším okraji města Janbú. Janbú Ál-Sina'ija je rozděleno na dvě části, průmyslovou oblast na jihu a rezidenční oblast na severu, která přímo sousedí s průmyslovou oblastí. V této části sídlí všechny hlavní rafinérie a petrochemická zařízení a stále prochází velkým rozvojem. Nachází se zde uzavřený soukromý obytný komplex postavený kolem velké soukromé laguny.

### Podnebí
Janbú má po celý rok horké aridní podnebí (Köppenova klasifikace podnebí Bwh) s velmi horkým létem.
| Janbú Ál-Bahr (1991-2020) – podnebí                               | Janbú Ál-Bahr (1991-2020) – podnebí | Janbú Ál-Bahr (1991-2020) – podnebí | Janbú Ál-Bahr (1991-2020) – podnebí | Janbú Ál-Bahr (1991-2020) – podnebí | Janbú Ál-Bahr (1991-2020) – podnebí | Janbú Ál-Bahr (1991-2020) – podnebí | Janbú Ál-Bahr (1991-2020) – podnebí | Janbú Ál-Bahr (1991-2020) – podnebí | Janbú Ál-Bahr (1991-2020) – podnebí | Janbú Ál-Bahr (1991-2020) – podnebí | Janbú Ál-Bahr (1991-2020) – podnebí | Janbú Ál-Bahr (1991-2020) – podnebí | Janbú Ál-Bahr (1991-2020) – podnebí |
| Období                                                            | leden                               | únor                                | březen                              | duben                               | květen                              | červen                              | červenec                            | srpen                               | září                                | říjen                               | listopad                            | prosinec                            | rok                                 |
| ----------------------------------------------------------------- | ----------------------------------- | ----------------------------------- | ----------------------------------- | ----------------------------------- | ----------------------------------- | ----------------------------------- | ----------------------------------- | ----------------------------------- | ----------------------------------- | ----------------------------------- | ----------------------------------- | ----------------------------------- | ----------------------------------- |
| Nejvyšší teplota [°C]                                             | 34,8                                | 37,3                                | 40,0                                | 44,4                                | 49,0                                | 49,6                                | 51,0                                | 49,5                                | 49,0                                | 47,4                                | 44,7                                | 42,0                                | 51,0                                |
| Průměrné denní maximum [°C]                                       | 27,6                                | 28,9                                | 31,5                                | 34,8                                | 38,5                                | 40,7                                | 40,5                                | 40,8                                | 40,2                                | 37,2                                | 33,1                                | 29,7                                | 35,3                                |
| Průměrná teplota [°C]                                             | 20,8                                | 21,9                                | 24,3                                | 27,7                                | 31,1                                | 32,9                                | 33,4                                | 33,9                                | 32,8                                | 30,2                                | 26,1                                | 22,6                                | 28,2                                |
| Průměrné denní minimum [°C]                                       | 14,3                                | 15,3                                | 17,4                                | 20,8                                | 24,1                                | 25,7                                | 27,0                                | 27,9                                | 26,5                                | 23,9                                | 19,7                                | 16,2                                | 21,6                                |
| Nejnižší teplota [°C]                                             | 4,7                                 | 6,5                                 | 8,7                                 | 11,5                                | 15,6                                | 18,0                                | 21,3                                | 20,4                                | 19,0                                | 14,3                                | 12,0                                | 7,8                                 | 4,7                                 |
| Průměrné srážky [mm]                                              | 6,5                                 | 1,8                                 | 1,2                                 | 0,3                                 | 0,6                                 | 0,0                                 | 0,0                                 | 0,1                                 | 0,0                                 | 3,6                                 | 12,1                                | 13,2                                | 39,5                                |
| Dní se srážkami                                                   | 0,6                                 | 0,2                                 | 0,3                                 | 0,1                                 | 0,1                                 | 0,0                                 | 0,0                                 | 0,1                                 | 0,0                                 | 0,4                                 | 1,1                                 | 0,6                                 | 3,4                                 |
| Relativní vlhkost [%]                                             | 54                                  | 53                                  | 51                                  | 49                                  | 47                                  | 50                                  | 54                                  | 54                                  | 55                                  | 58                                  | 57                                  | 56                                  | 53                                  |
| Zdroj: Světová meteorologická organizace a Climate-data (vlhkost) |                                     |                                     |                                     |                                     |                                     |                                     |                                     |                                     |                                     |                                     |                                     |                                     |                                     |

## Ekonomika
Janbú je důležitým terminálem pro přepravu ropy a je sídlem tří ropných rafinérií, závodu na výrobu plastů a několika dalších petrochemických závodů. Je to druhý největší přístav v zemi (po Džiddě) a slouží jako hlavní přístav pro svaté město Medína, které leží 160 km na východ. Přírodní přístav je z obou stran chráněn širokými korálovými útesy. Tyto útesy zůstávají většinou nedotčené, což z Janbú dělá vynikající oblast pro potápění. Tři hlavní ropovody vedou přes poušť z ropných polí na východě a končí u Rudého moře v Janbú.

## Turismus

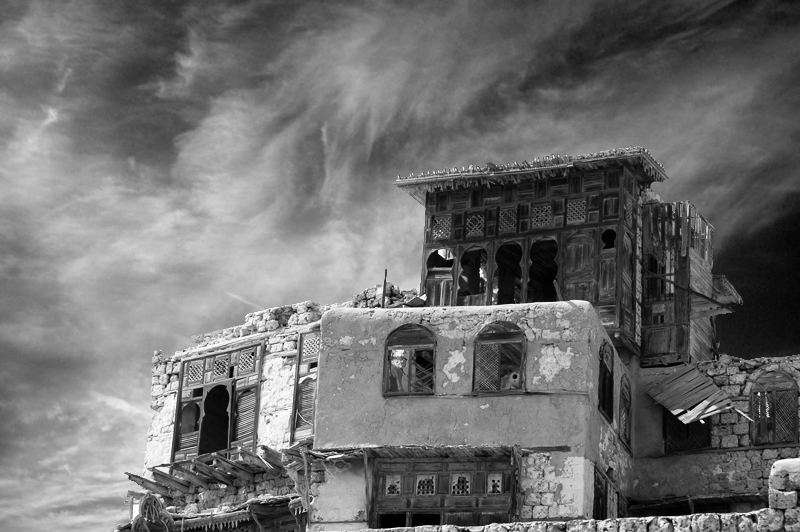
Tradiční staré domy ve městě Janbú

Přestože je město známé svými průmyslovými aktivitami, nyní se rozrůstá také jako turistická destinace. Pláže slouží k potápění, koupání a relaxaci. Má velmi velkou pláž zvanou „Čínský bylinný park“, která má rozlohu přibližně 4 km².
V roce 2020 se saúdskoarabské ministerstvo cestovního ruchu rozhodlo zrekonstruovat dům T. E. Lawrence v Janbú, britského důstojníka, který město dobyl během první světové války.

## Doprava

### Letiště

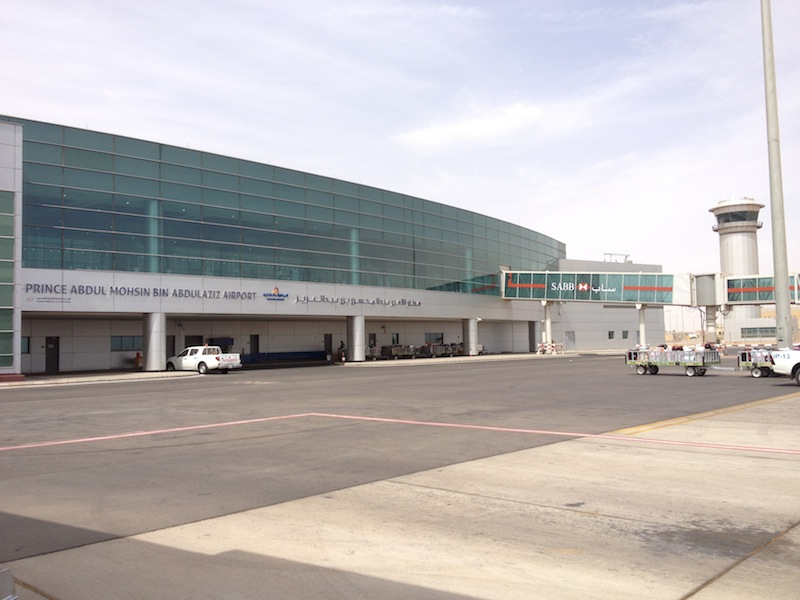
Nový terminál a věž řízení letového provozu (zcela vpravo)

Janbú má mezinárodní letiště (kód YNB), které bylo modernizováno v roce 2009. V rámci Saúdské Arábie nabízí pouze lety do Dammámu, Džiddy a Rijádu. Mezinárodně nabízí lety do Alexandrie a Káhiry v Egyptě, Istanbulu v Turecku a Dubaje a Šárdžá ve Spojených arabských emirátech.
Všechny mezinárodní destinace jsou obsluhovány zahraničními leteckými společnostmi; domácí přepravci Saudia a Flynas obsluhují pouze vnitrostátní destinace uvedené výše.

### Dálnice
Přes Janbú prochází dálnice, která spojuje Janbú s Džiddou na jihu a se severními částmi království a také se sousedními zeměmi, jako je Sýrie a Jordánsko na severu.

### Obchodní přístav Janbú
Je to jeden z nejstarších námořních přístavů podél Rudého moře. Je propojen se svatými městy, zejména tím v Medíně. Navíc má velký hospodářský význam, protože se nachází v hospodářsky důležité oblasti. Přijímá také poutníky.

#### Video
- Město Janbú
- Palmová pláž v Janbú
- Východ slunce v Janbú
- Druhy a ceny ryb v Janbú